# كارل باول
كارل باول (بالألمانية: Carl Paul) (و. 1857 – 1927 م) هو عالم عقيدة، وأستاذ جامعي، وكاتِب، من ألمانيا، توفي في موغلن، عن عمر يناهز 70 عاماً.

## مناصب وهيئات
أدار جامعة لايبتزغ.